# Seznam norveških filmskih režiserjev
Seznam norveških filmskih režiserjev.

## A
- Per Aabel
- John Andreas Andersen
- Knut Andersen

## B
- Pal Bang-Hansen
- Kaare Bergström
- Terje Bomann
- Knut Bowihm
- Anja Breien
- Rasmus Breistein
- Oddvar Bull Tuhus

## C
- Edith Calmar
- Erika Calmeyer.
- Mathias Calmeyer
- Ivo Caprino (lutkovni)
- Nils Reinhardt Christiensen
- Rolf Clemens

## D
- Olav Dalgard

## E
- Oddvar Einarsen
- Erling Eriksen

## F
- Walter Fyrst

## G
- Lisa Marie Gamlem
- Nils Gaup
- Lasse Glom
- Pal Gökkeberg
- Bredo Greve

## H
- Dag Johan Haugerud
- Bent Hamer
- Scott Hansen (dan.-norv.)
- Aksel Hennie
- Thor Heyerdahl

## I
- Tancred Ibsen
- Vibeke Idsøe
- Torfinn Iversen

## J
- Knut Erik Jensen

## K
- Atle Knudsen
- Frode Kristiansen

## L
- Rune Denstad Langlo
- Hans Lindgren
- Erik Lochen
- Vibeke Løkkeberg
- Martin Lund
- Helge Lunde

## M
- Alfred Maurstad
- Laila Mikkelsen
- Magnar Mikkelsen
- Hans Petter Moland
- Magnus Mork
- Nils W. Müller
- Titus-Vite Muller

## N
- Ivaar Naas
- Petter Næss
- Hans Otto Nicolayssen

## P
- Erik Poppe

## R
- Leidulo Risan
- Joachim Rønning
- Amund Ryland

## S
- Espen Sandberg
- Toralf Sandø
- Haakon Sandøy
- Harald Schwenzen
- Leif Sinding
- Einar Sissener
- Soelve Skagen
- Erik Skjoldbjærg
- Roar Skolmen
- Arne Skouen
- Maria Sødahl
- Erik Solbakken
- Gunnar Sommerfelt

## T
- Knut-Leif Thomsen
- Morten Traavik
- Joachim Trier
- Oddvar Bull Tuhus
- Morten Tyldum

## U
- Sverre Udnaes
- Liv Ullmann

## V
- Jan Oskar Valsoe

## W
- Swend Wam
- Hallvar Witzø

## Z
- Harald Zwart

[[Kategorija:Norveški